# 埃登维尔水坝
埃登维尔水坝（Edenville Dam）是位于美国密歇根州中部Tittabawassee River及其支流Tobacco River交汇处的土质堤坝，形成了维克松湖（Wixom Lake）。
这座水坝建于1924年，用于水力发电和防洪  。 大坝配备了两台2.4兆瓦的涡轮机，总发电量为4.8兆瓦。
2020年5月，暴雨过后，埃登维尔水坝决堤，下游的桑福德水坝泛滥，导致包括密德兰在内的密德兰县发生洪水。

## 历史
这座水坝由弗兰克·伊萨克·维克松（Frank Isaac Wixom）于1924年兴建 ，水坝形成的水库就是以他的名字命名的。 
这座水坝由Boyce Hydro Power公司私有及运营。该公司还拥有Tittabawassee河上的另外三个水坝，分别是Secord, Smallwood及Sanford水坝。

### 安全和水位争议
联邦能源管理委员会(Federal Energy Regulatory Commission，简称FERC)以无法处理可能发生的大洪水及其他安全故障为由，在2018年终止了Boyce Hydro Power公司的执照。 
之后， 密歇根州环境、五大湖和能源部(Michigan Department of Environment, Great Lakes, and Energy ,简称EGLE)接管了水坝。
2018年及2019年，大坝运营商以“下游安全的顾虑”，降低了水库水位。2020年4月月底，大坝运营商和EGLE向联邦法院互相起诉对方。

### 溃坝事故
当地时间2020年5月19日下午5:46，因该地区暴雨，水坝东侧坍塌，促使埃登维尔和桑福德的居民立即撤离 。下游约16公里的桑福德水坝随后溢出，需要撤离米德兰更多居民。州长格雷琴·惠特默（Gretchen Whitmer）宣布进入紧急状态，并宣布对水坝运营商的疏忽进行调查。超过1万名当地居民最终被疏散。
截至当地时间5月20日上午，没有因洪水造成人员伤亡的报告。